# Lanche
Une lanche est une embarcation de pêche non motorisée de la communauté de pêcheurs imraguens,, utilisée notamment dans les parages du banc d'Arguin en Mauritanie.
Dotée d'une voile latine (sans bôme), il s'agit d'une construction très simple en bois. Le mât est maintenu en place grâce à des cales. La voile est manœuvrée à l'aide de palans. Le gouvernail est une simple planche.
La lanche ou lancha est également une petite embarcation à faible tirant d'eau, que l'on trouve en Amérique hispanique. Elle est équipée de deux mâts, le plus grand des deux étant incliné sur l'arrière, gréés avec des voiles carrées.